# Evangelische Kirche Herlíkovice

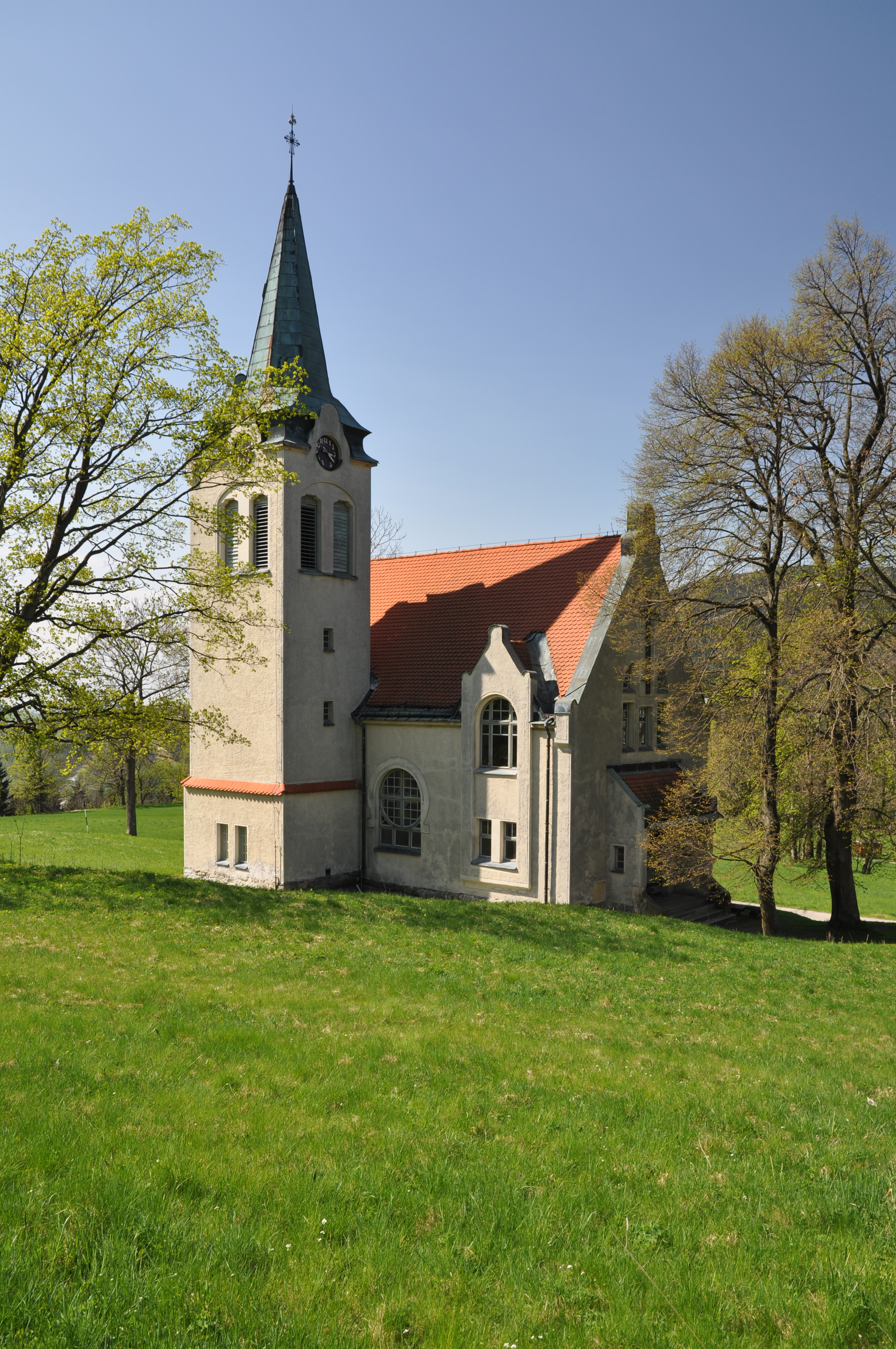
Evangelische Kirche Hackelsdorf

Die Evangelische Kirche Herlíkovice befindet sich in Herlíkovice (deutsch Hackelsdorf), einem Ortsteil von Strážné (deutsch Pommerndorf) im Okres Trutnov in der Region Královéhradecký kraj in Tschechien.

## Geschichte
In dem bis 1900 überwiegend katholisch geprägten Ort Hackelsdorf kam es infolge der Los-von-Rom-Bewegung zu einer Konversionsbewegung, bei der innerhalb weniger Monate 15 Prozent der Bevölkerung zum Luthertum konvertierten. Entschiedener Förderer vor Ort war der Gastwirt und spätere Bürgermeister Franz Erben, der auch das Grundstück für den Bau einer Kirche stiftete. Am 13. Oktober 1901 konnte zunächst eine Predigtstation der evangelischen Gemeinde der Toleranzkirche von Hermannseifen eingerichtet werden. Mit finanzieller Unterstützung des Gustav-Adolf-Vereins, dessen erklärtes Ziel die Errichtung evangelischer Kirchen in mehrheitlich katholischen Regionen war, entstand ab 1902 durch das Dresdener Architekturbüro Schilling & Graebner ein Kirchenbau, der am 2. Juni 1904 eingeweiht wurde. Nach dem Ende des Zweiten Weltkriegs wurde die Kirche nach einer Periode der Verwahrlosung 1948 der Evangelischen Kirche der Böhmischen Brüder übergeben und 1958 unter staatlichen Denkmalschutz gesetzt. In den 1980er Jahren erfolgte eine umfassende Restaurierung nach dem Entwurf des Architekten Jiří Veselý.

## Architektur
Die Hackelsdorfer Kirche ist eine hausartige Saalkirche mit seitlich gesetztem Turm mit Steilhelmabschluss und rechteckigem Altarhaus. Der von großen, rundbogig geschlossenen Fensteröffnungen geprägte Kirchenraum wird durch den mit Hängesprengwerk ausgestatteten offenen Dachstuhl beherrscht, der Emporeneinbau im Eingangsjoch ist nach außen durch einen Zwerchgiebel markiert. Unter weitgehendem Verzicht auf historistische Formendetails entstand ein eindrucksvoller Kirchenbau der frühen Moderne.